# Элсворт, Кейт
Кейт Элсфорт (англ. Kate Elsworth) — австралийский EDM диджей, певица и автор песен. В настоящее время проживает в Лондоне. В 2009 году вместе с нью-йоркским коллегой DJ Exacta создала танцевальную группу. Сотрудничала с такими музыкантами как, Dirty South и Томас Гольд. В 2011 году её сингл «Alive», спродюсированный Dirty South и Томасом Гольдом, получил международное внимание. Гастролировала по всему миру; в частности выступала в ночном клубе Amnesia.

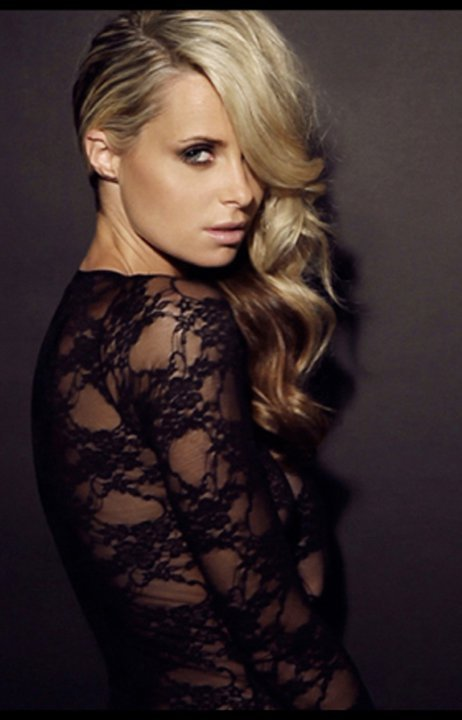
Кейт Элсворт в 2011 году

## Карьера
Начала свою карьеру с пения в различных джазовых коллективах. Писала песни для таких исполнителей как Эмма Бантон из Spice Girls и Кристоф Уильям — французский певец и победитель четвёртой версии Nouvelle Star (французское шоу молодых талантов). Позже она проводила время на Ибице, играя хаус. В 2010 году начала карьеру диджея, выступая в различных ночных клубах Ибицы. В 2011 году на лейбле Hed Kandi, своместно с DJ Exacta она выпустила синглы «Empty Spaces» и «Bow & Arrow». В том же 2011 году Кейт начала сотрудничать с Dirty South и немецким продюсером Томасом Гольдом. Спродюсированный ими сингл певицы «Alive» достиг второго места в чарте Beatport и оставался там в течение нескольких недель. После успеха «Alive» Элсворт продолжила сотрудничество с Dirty South и Гольдом. 23 февраля 2012 года на лейбле Phazing Records был выпущен сингл «Eyes Wide Open».
В 2014 году совместно с Джеймсом Доманом Элсворт выпустила сингл «Stand Still», который вошёл в сборник Café Mambo, 20 years of Ibiza Chillout.

## Дискография

### Синглы / EP
- 2011 Empty Spaces
- 2011 Bow & Arrow Dirty South EP
- 2011 Alive
- 2012 Eyes Wide Open
- 2014 Colourblind (Вокал) [Продюсер — Томас Гольд]

## Ссылки

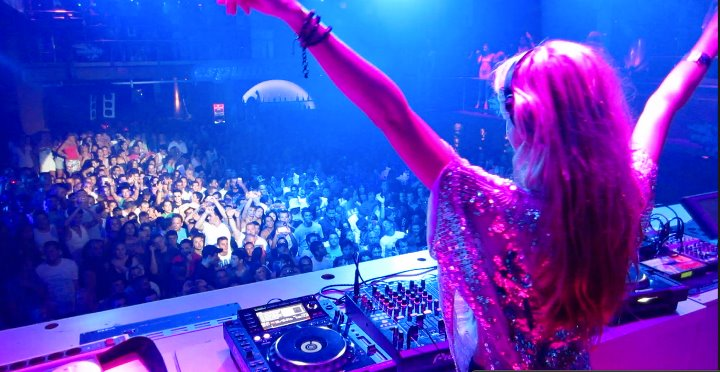
Элсворт во время выступления на Ибице, 2011 год